# Rothenthurm
Rothenthurm es una comuna suiza del cantón de Schwyz, localizada en el distrito de Schwyz. Limita al noroeste con la comuna de Oberägeri (ZG), al noreste con Einsiedeln, al sureste con Alpthal, al sur con Schwyz, y al oeste con Sattel.